# Sosnowy Grunt
Sosnowy Grunt – część wsi Wiski w Polsce, położona w województwie lubelskim, w powiecie bialskim, w gminie Tuczna.
W latach 1975–1998 Sosnowy Grunt należał administracyjnie do województwa bialskopodlaskiego.
Wierni kościoła rzymskokatolickiego należą do parafii Trójcy Świętej w Huszczy.